# Massimo Terzano
Massimo Terzano (Torino, 23 aprile 1892 – Roma, 18 ottobre 1947) è stato un direttore della fotografia italiano.

## Biografia
(Mario Soldati)

### Torino, capitale del cinema muto italiano
Ancora adolescente inizia a lavorare come apprendista al fianco di Angelo Scalenghe, operatore di talento e meccanico delle cineprese all'Ambrosio Film. Nei primi anni dieci si specializza nella fotografia ritrattistica, ottenendo un certo credito negli ambienti della borghesia torinese. Nel 1914 torna alla fotografica cinematografica esordendo come operatore nelle produzioni della Gloria Films. Nella Grande Guerra è inquadrato nel reparto cinematografico del Regio Esercito e utilizzato come documentarista. Nel 1920, dopo aver fotografato un paio di pellicole prodotte ed interpretate da Febo Mari, entra alla Fert, la casa di produzione torinese di Enrico Fiori e Stefano Pittaluga. Con la Pittaluga collabora alle produzioni dedicate alle gesta del gigante buono Bartolomeo "Maciste" Pagano. Una delle più famose, Maciste all'inferno, Terzano la firma assieme all'amico e collega Ubaldo Arata. Il rapporto di stima e amicizia tra i due è talmente grande che Terzano chiamerà il figlio Ubaldo. Ubaldo Terzano diventerà un affermato operatore di macchina e direttore della fotografia, collaboratore di registi, soprattutto del genere horror, come Mario Bava, Lucio Fulci e Dario Argento.

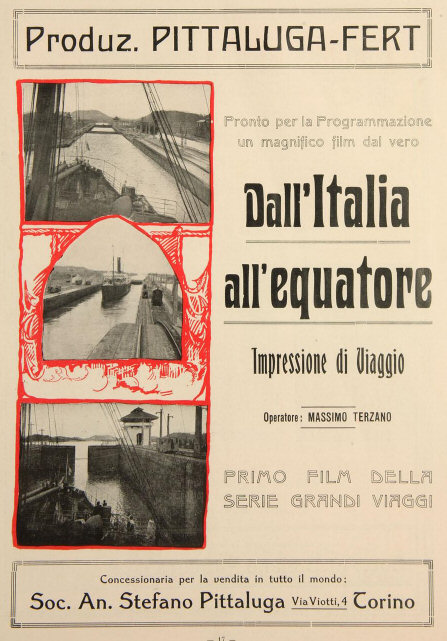
Flano cinematografico dell'epoca di Dall'Italia all'Equatore

Attivo anche nel settore documentaristico, Massimo Terzano nella sua carriera, fotografò e diresse tre lungometraggi: Dall'Italia all'Equatore del 1923, Un viaggio da Genova a Valparaiso del 1925 e Paradiso bianco sulla spedizione di Aimone di Savoia, duca di Spoleto, che nel 1929 organizzò sul Karakorum nel tentativo (fallito) di scalare il K2 insieme ad Ardito Desio.

### La Cines
Diventato uno degli operatori di fiducia di Stefano Pittaluga, Terzano nei primi mesi del 1930 si trasferisce a Roma dove il produttore genovese ha in progetto il primo film sonoro italiano. La realizzazione, sotto l'etichetta della Cines, avviene verso la fine dell'estate del 1930, con la pellicola La canzone dell'amore per la regia di Gennaro Righelli. Terzano ne cura la fotografia in coppia con Ubaldo Arata. Con la Cines, che per un certo periodo assume il ruolo guida del cinema sonoro italiano, Terzano cura (da solo o in coppia) la fotografia di molte delle produzioni di questo periodo. Da uno di questi, Figaro e la sua gran giornata di Mario Camerini, lo scrittore Mario Soldati che fa parte della troupe con il ruolo di assistente alla regia e ciacchista, riesce a raccogliere i momenti di vita di un set e li trasforma in «una sorta di romanzo del cinema italiano Anni Trenta», con «lo scopo [...] di dare a tutti coloro che provano curiosità per il cinematografo un'impressione vivace della lavorazione in uno studio». Soldati, di Terzano e del suo ruolo di operatore ce ne fornisce una colorita descrizione in un capitolo del libro. La stima e l'amicizia dello scrittore e cineasta torinese per «il manovale della luce» suo concittadino, è anche nella definizione che userà più volte orgogliosamente, in ricordi ed interviste: «...il mio operatore».
Dopo la prematura scomparsa di Pittaluga (5 aprile 1931) e con l'arrivo dell'intellettuale Emilio Cecchi alla direzione artistica della Cines, la produzione cinematografica si volge con decisione verso il "film d'arte", a scapito dei film di genere, pur senza trascurare la popolarità. Della gestione Cecchi e fotografati da Terzano si possono citare: Acciaio e Gli uomini, che mascalzoni....
Acciaio, diretto dal regista dell'avanguardia tedesca Walter Ruttmann, è una produzione che si distanzia nettamente dalla media italiana, un tentativo di recupero dei procedimenti espressivi delle avanguardie europee degli anni venti, da cui il cinema italiano era rimasto escluso, che però non riuscirà ad aprire nuovi orizzonti stilistici nei registi di casa nostra, neanche in questo decennio, gli anni trenta. La fotografia di Terzano è fondamentale nel gioco di luci di questa "sinfonia visiva". Il film al botteghino si rivelerà però un insuccesso. Ottiene invece il risultato opposto la pellicola di Mario Camerini, Gli uomini, che mascalzoni..., una produzione "commerciale" concepita esclusivamente per un pubblico piccolo-borghese, ma che si allontana dal cliché delle commedie ungheresi prodotte negli anni successivi da Cinecittà. Terzano, con la sua fotografia riesce a rendere autentica l'ambientazione milanese scelta dal regista: «È la prima volta che vediamo Milano sullo schermo; ebbene chi poteva supporre che fosse tanto fotogenica?».
Degno di citazione è anche Ragazzo di Ivo Perilli, dedicato ai protagonisti della Roma minore, dove Terzano assolve bene il compito di dare un certo realismo alla fotografia cinematografica. Il film, per la cronaca, verrà ritirato dalla censura alla vigilia dell'uscita nelle sale.
La Cines però, malgrado la spinta innovatrice (o forse a causa di questa), entra in crisi e decide di abbandonare la produzione diretta. Teatri di posa, attrezzature e personale vengono messi in affitto a produttori esterni. Le pellicole a cui Terzano collabora in questo periodo sono quindi girate negli stabilimenti di via Vejo utilizzando personale Cines. Degne di citazione: Le scarpe al sole, Aldebaran (con Ubaldo Arata), Il cappello a tre punte.

### Cinecittà
Nella notte tra il 25 e il 26 settembre 1935 scoppia un incendio negli stabilimenti Cines. I teatri di posa di via Vejo vengono parzialmente distrutti: non verranno più riaperti e saranno demoliti poco dopo. Dalle ceneri della Cines nasce Cinecittà: il rogo dei teatri della Cines (26 settembre 1935) e la posa della prima pietra di Cinecittà (29 gennaio 1936) sono ancora oggi fonte di discussione tra gli storici di cinema. L'origine dolosa dell'incendio non è mai stata provata, ma come tutti gli affari edilizi resi possibili da poco chiari eventi devastanti, tra i quali il più gettonato è senza dubbio l'incendio, anche in questo caso i misteri e i dubbi sono molti.
Tra il 1936 e il 1937, Terzano cura la fotografia di due produzioni girate esclusivamente in esterni, Lo squadrone bianco e Sentinelle di bronzo, che fanno parte di quel sottogenere che verrà chiamato "cinema coloniale". Negli studi di Cinecittà invece, collabora con il regista Carmine Gallone ad un Giuseppe Verdi con Fosco Giachetti e Solo per te con Beniamino Gigli. Degno di citazione è anche il film, di Mario Soldati e Fëdor Ozep, La principessa Tarakanova.

### La Scalera

Isa Miranda in Malombra (1942)

Nel marzo del 1938 nasce una nuova casa di produzione: la Scalera Film. È fondata dai fratelli Scalera, Salvatore e Michele, dietro suggerimento di Mussolini che gli lo prospetta un buon affare, anticipando loro le oramai prossime leggi sull'incremento produttivo (la cosiddetta "Legge Alfieri") che concedeva robusti finanziamenti alle produzioni nazionali, e quella sul monopolio, una legge che di fatto bloccava in gran parte l'importazione della cinematografia estera (soprattutto americana) favorendo una più ampia produzione di film italiani. Mussolini, interessato al decollo di Cinecittà e all'esplosione autarchica di questa nuova industria, ha bisogno urgente di coinvolgere imprenditori per farli investire nella cinematografia.
I napoletani Salvatore e Michele Scalera, insieme al fratello Carlo, sono costruttori edili, i più attivi nell'edilizia civile a Napoli e a Roma, e, soprattutto, i principali destinatari degli appalti del regime: costruzioni di aeroporti civili e militari, realizzazione delle più importanti opere stradali dell'Impero (come la Asmara-Massaua in Eritrea e la litoranea Tripoli-Bengasi in Libia). Dovendo e volendo rimpiazzare la produzione hollywoodiana allontanata dal monopolio, la Scalera adotterà in modo programmatico, unica casa italiana, lo studio system americano. Viene creata una casa di distribuzione e vengono rilevati gli studi della Caesar Film. Attori, registi e tecnici verranno messi sotto contratto esclusivo. Fra i direttori della fotografia entra alla Scalera anche Massimo Terzano. Il regista Mario Bava, in quel periodo operatore, ricorda che: «La Scalera dette il via al cinema italiano vero. Si incominciò a spargere la voce per Roma che Terzano, Brizzi, Arata e Montuori, i grandi operatori, venivano presi a quattordicimila lire al mese [...]».
L'alto compenso, visto che siamo proprio nel periodo che in Italia spopola la celebre canzone Se potessi avere mille al mese, è certamente giustificato dalle responsabilità del ruolo del direttore della fotografia, che è paritetico, come importanza artistica, a quello del regista: «A quell'epoca il regista non diceva niente sulla fotografia. L'unico che poteva intendersene un pochino era Alessandro Blasetti. Blasetti dava dei suggerimenti all'operatore, ma gli altri non se ne interessavano. E dato che a quell'epoca Anchise Brizzi, Ubaldo Arata, Massimo Terzano e Carlo Montuori erano i più grandi, erano onnipotenti diciamo, non si potevano toccare». Ma soprattutto, nel periodo del cinema degli anni trenta-quaranta, il direttore della fotografia è responsabile verso il produttore anche dei tempi. Federico Fellini, in una testimonianza sugli operatori, usa addirittura il termine "autorità": «[...] l'autorità dell'operatore, allora l'unica vera autorità. Se dicevano, come Martelli "nun se po' fa", non c'era regista che tenesse, si doveva spostare la macchina da presa, cambiare l'inquadratura. [...] E il produttore considerava l'operatore l'unico vero referente, responsabile anche sui tempi. Per tutto andava da Arturo Gallea, da Ubaldo Arata, da Carlo Montuori, da Massimo Terzano, quest'ultimo una specie di divinità che girava con la lobbia e un gran sciarpone. Era l'operatore che ordinava il silenzio. [...]».
Terzano, per la Scalera, illumina opere di Amleto Palermi (I figli del marchese Lucera e Cavalleria rusticana), Camillo Mastrocinque (Inventiamo l'amore), Guido Brignone (Le sorprese del divorzio), Roberto Roberti (Il socio invisibile), Mario Soldati (Tragica notte), un Boccaccio di Marcello Albani. Nel 1941 collabora alla realizzazione di Capitan Tempesta e del sequel Il leone di Damasco per la regia di Corrado D'Errico (le lavorazioni dei due film si svolgono quasi contemporaneamente). Sono le ultime collaborazioni di Terzano con la Scalera: «L'operatore Terzano, scaduto il contratto che lo legava alla Scalera Film, è stato assunto dalla Lux. Le condizioni fattegli sono molto buone: si parla di 15.000 lire mensili. [...]».

### La Lux e le ultime collaborazioni
Terzano, per la Lux, è utilizzato in quanto «l'unico in grado di competere con lo splendore della coeva fotografia hollywoodiana, quella dei "principi delle tenebre" Stanley Cortez e Gregg Toland». Collabora soprattutto con il regista Renato Castellani in opere che affidano nell'immagine gran parte della loro suggestione: Un colpo di pistola, La donna della montagna e Zazà. Degno di citazione è anche il lavoro sui primi piani di Isa Miranda in Malombra di Mario Soldati.
Con il rifiuto di accodarsi al "carrozzone" fascista diretto al Nord dopo l'8 settembre e grazie al suo legame con la parte più nobile del cinema del Ventennio fascista, politicamente meno compromessa col Regime, Terzano esce indenne dalla cesura bellica.
Nel 1945 contribuisce, come operatore, alla realizzazione di Giorni di gloria, un film-documentario sulla Resistenza (tra i produttori anche l'ANPI), realizzato dai registi: Luchino Visconti, Giuseppe De Santis, Marcello Pagliero e Mario Serandrei.
Nel dopoguerra collabora con i suoi registi d'elezione, come Camerini e Soldati. La sua prematura scomparsa, il 18 ottobre 1947 «dopo una lunga e penosa malattia», «sottrae al cinema italiano un talento che probabilmente avrebbe potuto dare un contributo importante anche alla stagione del Neorealismo».

## Filmografia

### Cinema muto
- L'occhio della morta, regia di Giuseppe Pinto (1915)
- I cavalieri delle tenebre, regia di Giuseppe Pinto (1915)
- Ombre umane, regia di Giuseppe Pinto (1915)
- Altri tempi, regia di Giuseppe Pinto (1915)
- Più forte della verità, regia di Adelardo Fernández Arias (1915)
- Il delitto della villa solitaria, regia di Adelardo Fernández Arias (1916)
- In mano al destino, regia di Mario Caserini (1916)
- La riscossa delle maschere, regia di Gustavo Zaremba de Jaracewski (1919)
- Lotte di giganti, regia di Mario Guaita Ausonia (1919)
- Casa di bambola, regia di Febo Mari (1919)
- L'avventura di Fracassa, regia di Eugenio Testa (1919)
- Fracassa e l'altro, regia di Eugenio Testa (1919)
- Atlas, regia di Mario Guaita Ausonia (1920)
- La corsa al sepolcro, regia di Gustavo Zaremba de Jaracewski (1920)
- Il bacio nel deserto, regia di Gustavo Zaremba de Jaracewski (1921)
- Il tango dei trapassati, regia di Gustavo Zaremba de Jaracewski (1921)
- Le avventure di Fantasio Nuvola, regia di Gustavo Zaremba de Jaracewski (1921)
- Il viaggio, regia di Gennaro Righelli (1921)
- La casa sotto la neve, regia di Gennaro Righelli (1922)
- L'inafferrabile, regia di Mario Almirante (1922)
- La follia di Noretta, regia di Guglielmo Zorzi (1922)
- Dall'Italia all'Equatore, anche regia, lungometraggio documentaristico (1923)
- Saetta impara a vivere, regia di Guido Brignone (1924)
- Maciste imperatore, regia di Guido Brignone (1924)
- Un viaggio da Genova a Valparaiso, anche regia, lungometraggio documentaristico (1925)
- Maciste nella gabbia dei leoni, regia di Guido Brignone (1926)
- Maciste all'inferno, regia di Guido Brignone (1926)
- I martiri d'Italia, regia di Domenico Gaido (1927)
- Addio, mia bella Napoli, regia di Mario Almirante (1927), sonorizzato nel 1930 con il titolo Napoli che canta
- Il carnevale di Venezia, regia di Mario Almirante (1928)
- La compagnia dei matti, regia di Mario Almirante (1928)
- Giuditta e Oloferne, regia di Baldassarre Negroni (1929)
- Paradiso bianco. Spedizione italiana al Caracorum comandata da S.A.R. il Duca di Spoleto, anche regia, lungometraggio documentaristico (1929)

### Cinema sonoro
- La canzone dell'amore, regia di Gennaro Righelli, primo film sonoro italiano (1930)
- Napoli che canta, regia di Mario Almirante (1930), sonorizzazione di Addio, mia bella Napoli (1927)
- Corte d'Assise, regia di Guido Brignone (1930)
- Cortile, regia di Carlo Campogalliani (1930)
- Medico per forza, regia di Carlo Campogalliani (1931)
- Figaro e la sua gran giornata, di Mario Camerini (1931)
- La segretaria privata, di Goffredo Alessandrini (1931)
- Rubacuori, di Guido Brignone (1931)
- Vele ammainate, di Anton Giulio Bragaglia (1931)
- Gli uomini, che mascalzoni..., di Mario Camerini (1932)
- La cantante dell'Opera, di Nunzio Malasomma (1932)
- Acciaio, di Walter Ruttmann (1933)
- Fanny, di Mario Almirante (1933)
- Giallo, regia di Mario Camerini (1933)
- Come le foglie, regia di Mario Camerini (1934)
- La fanciulla dell'altro mondo, regia di Gennaro Righelli (1934)
- Le scarpe al sole, regia di Marco Elter (1935)
- Stadio, regia di Carlo Campogalliani (1935)
- Aldebaran, regia di Alessandro Blasetti (1935)
- Casta Diva, regia di Carmine Gallone (1935)
- Quei due, regia di Gennaro Righelli (1935)
- Il cappello a tre punte, regia di Mario Camerini (1936)
- Ma non è una cosa seria, regia di Mario Camerini (1936)
- Joe il rosso, regia di Raffaello Matarazzo (1936)
- Lo squadrone bianco, regia di Augusto Genina (1936)
- L'anonima Roylott, regia di Raffaello Matarazzo (1936)
- È tornato carnevale, regia di Raffaello Matarazzo (1937)
- Ho perduto mio marito, regia di Enrico Guazzoni (1937)
- Il dottor Antonio, regia di Enrico Guazzoni (1937)
- Sentinelle di bronzo, regia di Romolo Marcellini (1937)
- Mutterlied, regia di Carmine Gallone (1937)
- Giuseppe Verdi, regia di Carmine Gallone (1938)
- Solo per te, regia di Carmine Gallone (1938)
- La principessa Tarakanova, regia di Fëdor Ozep e Mario Soldati (1938)
- I figli del marchese Lucera, regia di Amleto Palermi (1938)
- Inventiamo l'amore, regia di Camillo Mastrocinque (1938)
- Cavalleria rusticana, regia di Amleto Palermi (1939)
- Le sorprese del divorzio, regia di Guido Brignone (1939)
- Il socio invisibile, regia di Roberto Roberti (1939)
- Boccaccio, regia di Marcello Albani (1940)
- Ecco la felicità, regia di Marcel L'Herbier (1940)
- Il ponte dei sospiri, regia di Mario Bonnard (1940)
- Il bazar delle idee, regia di Marcello Albani (1941)
- La compagnia della teppa, regia di Corrado D'Errico (1941)
- Tragica notte, regia di Mario Soldati (1942)
- Capitan Tempesta, regia di Corrado D'Errico (1942)
- Il leone di Damasco, regia di Corrado D'Errico (1942)
- Un colpo di pistola, regia di Renato Castellani (1942)
- Malombra, regia di Mario Soldati (1942)
- La donna della montagna, regia di Renato Castellani (1943)
- Zazà, regia di Renato Castellani (1944)
- Giorni di gloria, regia di Luchino Visconti, Giuseppe De Santis e Gianni Puccini (1945)
- La freccia nel fianco, regia di Alberto Lattuada (1945)
- La carne e l'anima, regia di Vladimir Striževskij (1945)
- Due lettere anonime, regia di Mario Camerini (1945)
- Le miserie del signor Travet, regia di Mario Soldati (1945)
- La resa di Titì, regia di Giorgio Bianchi (1945)
- L'angelo e il diavolo, regia di Mario Camerini (1946)
- Notte di tempesta, regia di Gianni Franciolini (1946)
- Il barbiere di Siviglia, regia di Mario Costa (1947)
- Cronaca nera, regia di Giorgio Bianchi (1947)